# Sonata per a piano núm. 9 (Beethoven)
La Sonata per a piano núm. 9 en mi major, opus 14 núm. 1, de Ludwig van Beethoven, va ser composta entre el 1798 i el 1799, i publicada al mateix temps que la núm. 10 el desembre del 1799. Va ser dedicada a la baronessa Josefa von Braun.

## Context
Malgrat la seva numeració, la Sonata per a piano núm. 9 és anterior a la Sonata Patètica. Beethoven en va fer un arranjament per a quartet de corda el 1802.

## Estructura
Té tres moviments:
1. Allegro
2. Allegretto
3. Rondo. Allegro commodo

### 1. Allegro
El primer moviment, en mi major, comença amb una sèrie de quartes ascendents en la mà dreta, seguides d'una frase repetida en eco a diferents octaves, com en un quartet de corda. El segon tema, en si major, es basa en una gamma cromàtica ascendent. El desenvolupament és ple d'arpegis en dobles-corxeres en el baix, i després arriba la reexposició. El moviment acaba dolçament.

### 2. Allegretto
El segon moviment és un minuet. La secció principal, en mi menor, no acaba amb una cadença completa sinó que va a parar a un acord de mi major com a dominant de la menor. El trio amb el títol de Maggiore, és en do major. La coda recorda breument la tonalitat de do major abans de tornar al mi menor.

### 3. Allegretto
El tercer moviment és un rondó i té un caràcter animat. L'última aparició del tema està sincopada.